# Bodljikaši
Bodljikaši (Echinodermata) su koljeno uglavnom bodljikavih, zrakastosimetričnih i nepokretnih ili slabopokretnih morskih životinja koje žive blizu morskog dna. Neki su promjera samo nekoliko milimetara a ima ih i većih od 1 m.

## Građa tijela
Većina je peterozrakaste simetrije tijela što je prilagodba je na sjedilački način života. Razlikuju se usnena (oralna) i vršna (apikalna) strana tijela. Zrake se, ovisno o vrsti, više ili manje izbočuju na tijelu. Imaju dobro razvijen kožni skelet od spužvastih pločica vapnenca. Kod trpova su pločice raspršene u koži, kod zvjezdača su pokretno spojene a kod ježinaca nepokretno. Bodlje su sredstvo za obranu, a pomažu i pri kretanju po morskom dnu. Oblik bodlji ovisi o različitim prilagodbama. Neke životinje na vrhovima bodlji imaju i male štipaljke koje im uglavnom služe za čišćenje bodlji, a mogu poslužiti za obranu ili za hvatanje manjeg plijena.

### Vodožilni sustav
Sustav brojnih cjevčica položenih u zrakama tijela ispunjenih tekućinom, najčešće morskom vodom. Iz cjevčica izviru ogranci, nožice koje obavljaju različite funkcije: služe za kretanje, disanje, izlučivanje otpadnih tvari, a i kao osjetila.

### Živčani sustav
Živčani sustav čine živčane trake koje se pružaju u pet smjerova prateći vodožilni sustav. Bodljikaši nemaju mozak.

## Razmnožavanje
Spolovi su razdvojeni iako je spolne razlike u vanjskom izgledu je teško uočiti. Najčešća je vanjska oplodnja. Ženke u vodu polažu jajašca, a mužjaci spermije. No postoje vrste kod kojih je oplodnja unutarnja a neke čak i njeguju svoja legla pa nose jajašca spremljena među bodljama ili u posebnim jamicama na površini tijela.
Preobrazba ježinaca je vrlo složena. Iz jajašaca koja se pokreću u vodi trepetljikama, razviju se dvostrano simetrične ličinke koje plivaju s pomoću niza trepetljika. Starijim se ličnkama trepetljikavi nabori produljuju u mnogobrojne krakove koje podupiru vapnenasi prutići. Kad dovrše preobrazbu i spuste se na dno tada su već zrakasto simetrične odrasle jedinke.
Bodljikaši (osim ježinaca) imaju veliku sposobnost obnavljanja tijela. Mogu se razmnožavati "odvojenim krakovima" (to znači ako se nekako zvjezdača ili zmijača prepolovi od svakog dijela tijela se mogu razviti nove jedinke, mogu se čak pojaviti i prekobrojni kraci).

## Prehrana
Stapčari svojim dugim kracima hvataju biljni i životinjski plankton. Trpovi se djelomično hrane planktonom a djelomično sitnim čestica organske tvari koju pronalaze u pijesku. Zmijače su grabežljive ili se hrane sitnim česticama organske tvari nastalim raspadanjem organizama (detritusom). Zvjezdače su djelomično grabežljive, svladavaju veće životinje npr. puževe, školjkaše, ribe djelomično se hrane organskim ostacima. Nikad nisu nametnici.

## Sistematika
Poznato je više od 6 000 vrsta bodljikaša (u Jadranskome moru živi oko 60 vrsta) koje se mogu razdijeliti u 5 razreda: 
- stapčari (Crinoidea),
- trpovi (Holothuroidea),
- ježinci (Echinoidea),
- zvjezdače (Asteroidea),
- zmijače (Ophiuroidea).[1]